# 大坡镇 (梧州市)
大坡镇，是中华人民共和国广西壮族自治区梧州市龙圩区下辖的一个乡镇级行政单位。

## 行政区划
大坡镇下辖以下地区：
大坡社区、大燕村、新安村、大城村、胜洲村、马王村、白鹤村、大坡村、松柏村、夜村、古元村、育民村、交村、寨村、坡头村、河步村、天堂村、新龙村和合垌村。